# Pyrgacrididae
Pyrgacrididae zijn een familie van rechtvleugelige insecten die behoren tot de kortsprietigen. De familie werd voor het eerst wetenschappelijk gepubliceerd door Kevan in 1974.
De soorten binnen de familie komen voor op de Mascarenen.

## Taxonomie
De familie telt 2 soorten binnen 1 geslacht:
- Onderfamilie Pyrgacridinae Kevan, 1974
  - Geslacht Pyrgacris Descamps, 1968
    - Soort Pyrgacris descampsi Kevan, 1976
    - Soort Pyrgacris relictus Descamps, 1968